# Pomacanthus maculosus
Pomacanthus maculosus е вид бодлоперка от семейство Pomacanthidae. Видът не е застрашен от изчезване.

## Разпространение и местообитание
Разпространен е в Бахрейн, Джибути, Египет, Еритрея, Йемен, Израел, Йордания, Ирак, Иран, Катар, Кения, Кувейт, Мадагаскар, Мозамбик, Обединени арабски емирства, Оман, Саудитска Арабия, Сомалия, Судан и Танзания.
Обитава крайбрежията на океани, морета, заливи и рифове. Среща се на дълбочина от 3 до 50 m, при температура на водата от 25,2 до 28,7 °C и соленост 37,6 – 39,7 ‰.

## Описание
На дължина достигат до 50 cm.
Популацията на вида е стабилна.